# Suguru Asanuma
Suguru Asanuma (浅沼 優瑠 Asanuma Suguru?), född 12 april 1992 i Hokkaido prefektur, är en japansk fotbollsspelare.
Asanuma började sin karriär 2015 i YSCC Yokohama. Han spelade 61 ligamatcher för klubben. Efter YSCC Yokohama spelade han för SC Sagamihara och Tochigi SC.